# Terji Skibenæs
Terji Skibenæs (* 27. prosince 1982, Tórshavn) je faerský kytarista a člen metalové skupiny Týr.

## Kariéra
Terji hraje na kytaru od svých 13 let. Na kytaru ho zkoušel učit hrát jeho bratr, ovšem Terji byl spíše samouk. V dubnu roku 2001 hrál se svojí první kapelou Flux na stejné akci jako kapela Týr. Tam se ukázalo, že preferuje stejný druh hudby jako zakladatel skupiny Heri Joensen. Netrvalo dlouho a v prosinci 2001 dostal nabídku na účinkování v jeho kapele.

## Diskografie
- Ólavur Riddararós - Single (2002)
- Eric the Red (2003)
- Ragnarok (2006)
- Land (2008)
- By the Light of the Northern Star (2009)
- The Lay of Thrym (2011)
- Valkyrja (2013)